# Aderus atlasicus
Aderus atlasicus es una especie de coleóptero de la familia Aderidae. La especie fue descrita científicamente por Maurice Pic y Håkan Lindberg en 1932, en un artículo llamado Inventa entomologica itineris Hispanici et Maroccani quod a 1926 fecerunt Harald et Hakan Lindberg xii, Anobiidae, Cleridae, Malacodermata, Heteromera (ex parte), que fue publicado en la revista Commentationes Biologicae de la Societas Scientiarum Fennica.